# Wacław Fachinetti
Wacław Fachinetti (ur. 26 września 1872 w Warszawie, zm. w 1946) – polski inżynier technolog, dyrektor zakładów H. Cegielskiego w Poznaniu.
Ukończył gimnazjum w Warszawie i Instytut Technologiczny w Petersburgu (1896). Po studiach pracował w fabryce wagonów w Rostowie nad Donem (1896-1916). Po powrocie do kraju od 1916 działał w Towarzystwie Przemysłowców Królestwa Polskiego. Potem był dyrektorem firmy Norblin w Warszawie (1918-1919) a następnie naczelnikiem wydziału wielkiego przemysłu w Ministerstwie Przemysłu i Handlu (1919-1921). W latach 1921-1939 członek zarządu i dyrektor SA "H. Cegielski" w Poznaniu.
Ożenił się z Francuzką Magdaleną z domu Durand (1878-1941) - mieli córkę Marię (ur. 1903; od 1931 żonę Edwarda Jozlesz) i syna inżyniera mechanika Wacława (1908-1982).